# 城口卷瓣兰
城口卷瓣兰（学名：Bulbophyllum chondriophorum）为兰科石豆兰属下的一个种。

## 扩展阅读
- 維基物種上的相關：城口卷瓣兰